# Franco Giacchero
Franco Giacchero (Ovada, província d'Alessandria, Piemont, 1 d'abril de 1925 - Novi Ligure, 8 de maig del 2012) fou un ciclista italià, professional entre 1951 i 1957. En el seu palmarès destaca la victòria final a la Volta al Marroc de 1952 i una etapa a la Volta a Catalunya de 1955.

## Palmarès
- 1950
  - 1r a la Copa Vall del Metauro
- 1952
  - 1r a la Volta al Marroc
- 1955
  - Vencedor d'una etapa a la Volta a Catalunya

### Resultats al Giro d'Itàlia
- 1951. 50è de la classificació general
- 1952. 73è de la classificació general

### Resultats a la Volta a Espanya
- 1955. 40è de la classificació general